# ノールカップ基礎自治体
ノールカップ（ノルウェー語: Nordkapp）は、ノルウェーのフィンマルク県にある基礎自治体。行政の中心地はホニングスヴォーグ。人口は近年減少傾向にある。面積は927平方キロメートル、人口は2,951人（2024年）。
1861年1月1日にポルサンゲルから分かれ、1950年にヒェルヴィクから改称された。1984年1月1日にはマーゲロイ島の西部がモゼーより移管された。

## 基礎情報

### 地名
ノールカップとは英語で「ノースケイプ」（North Cape）、すなわち「北の岬」という意味で、1553年にイギリス人によって岬の名として名付けられた。なお、古ノルド語ではKnyskanesという。基礎自治体は元々、同名の漁村にちなんだキェルヴィクという名だったが、1944年にその村がドイツ軍から襲撃を受けると、復興することはなかった。結果として、自治体は1950年に現在の地名に改称された。

### 紋章
現在の紋章は1973年10月19日に国王の認可を得た。デザインはノールカップの断崖を図案化したもので、白夜の空を表す黄色の下に海と崖を表す赤が描かれている。

## 地理
マーゲロイ島の全域とポルサンゲルフィヨルドの両岸を管轄する。人口はそのほとんどがホニングスヴォーグに集中しているが、ほかにもノールヴォーゲン、カメイヴェール、スカシュヴォーグ、イェスヴェールなどの村がある。
自治体内で最も有名な場所は名前の由来にもなったノールカップで、その崖は高さ307mに達する。そこへは夏の2、3ヶ月を中心に、毎年およそ20万人もの観光客が押し寄せる。しばしば「ヨーロッパ最北端の地」とも称されるが、実際はそこから1.5km北にあるクニフシェロッデンが最北端である。

## 鳥類相
沿岸部に位置するノールカップは他のフィンマルク県の自治体と同じように、多くの海鳥の巣がある。島嶼には2500つがい以上のオオハシウミガラスが棲むほか、湖、湿地、柳の潅木地などがある内陸部にも多くの鳥が生息する。例えば、ツンドラにある湖はコオリガモの生息地になっている。

## ギャラリー

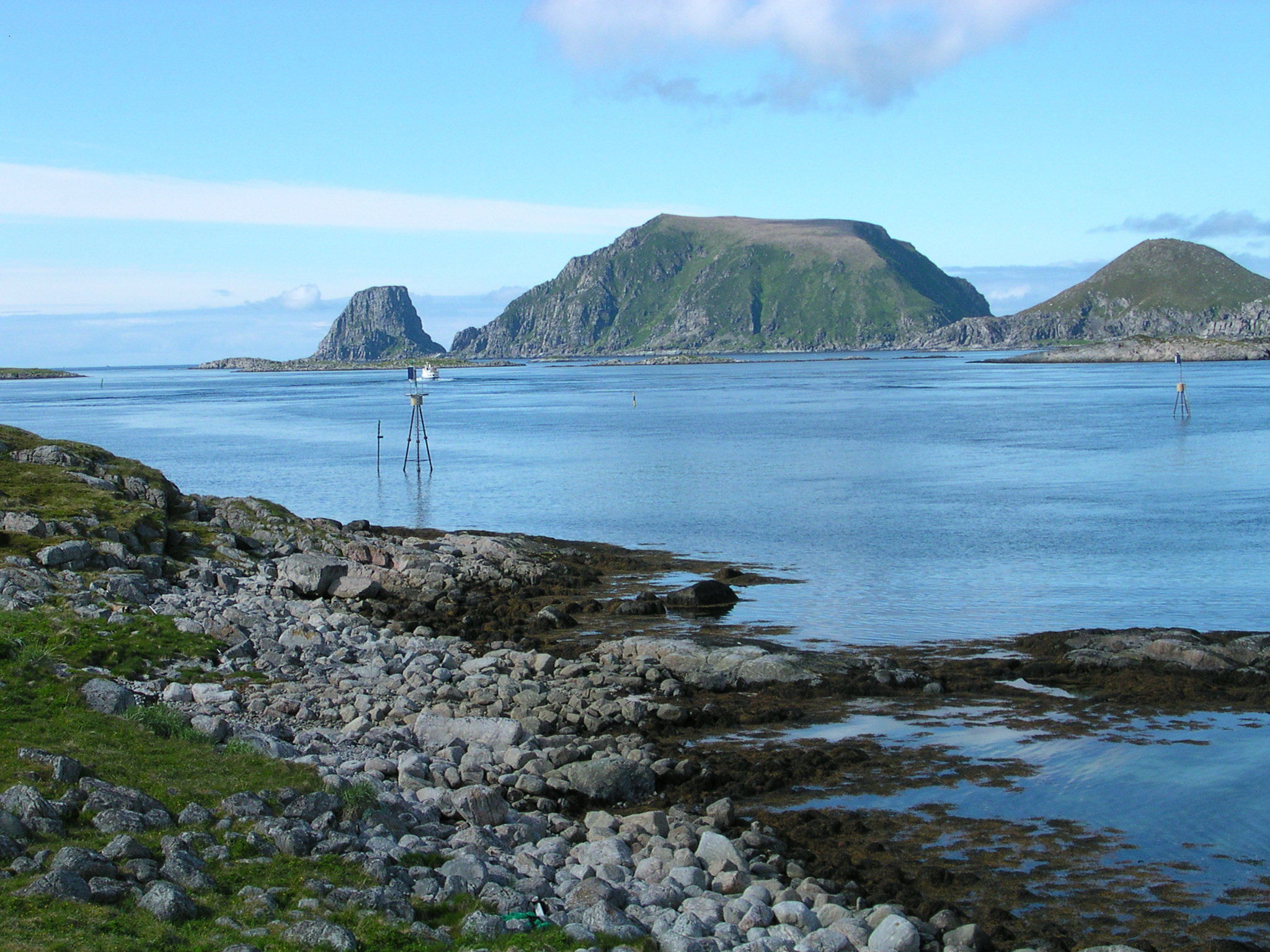
海鳥の巣が多くある島嶼
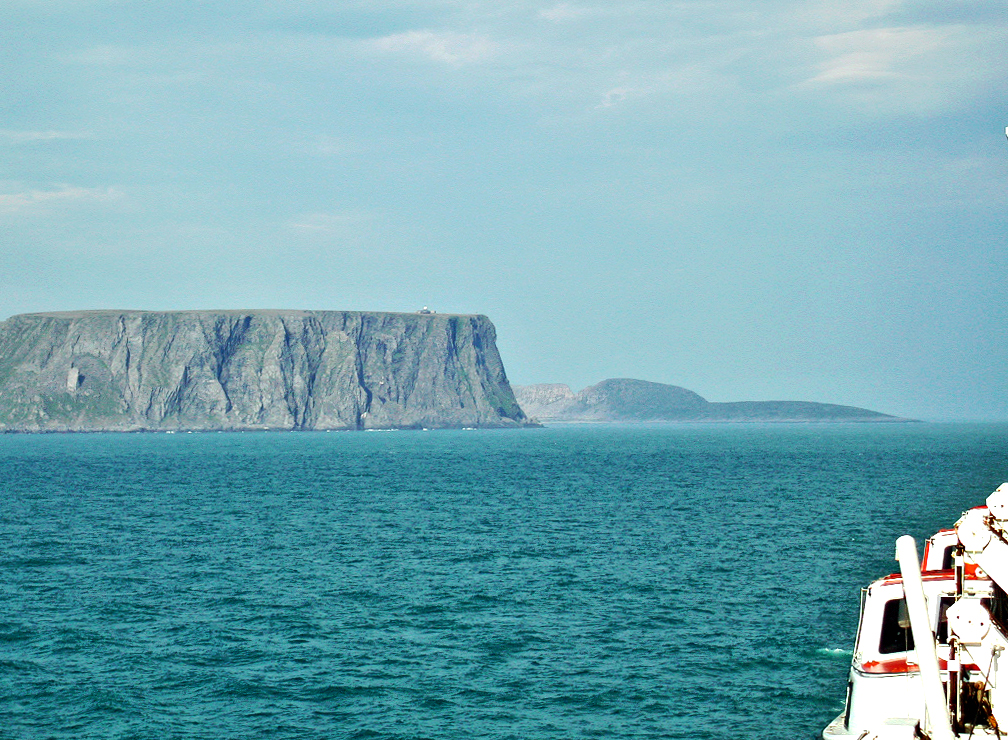
ノールカップ（手前）とクニフシェロッデン（奥）
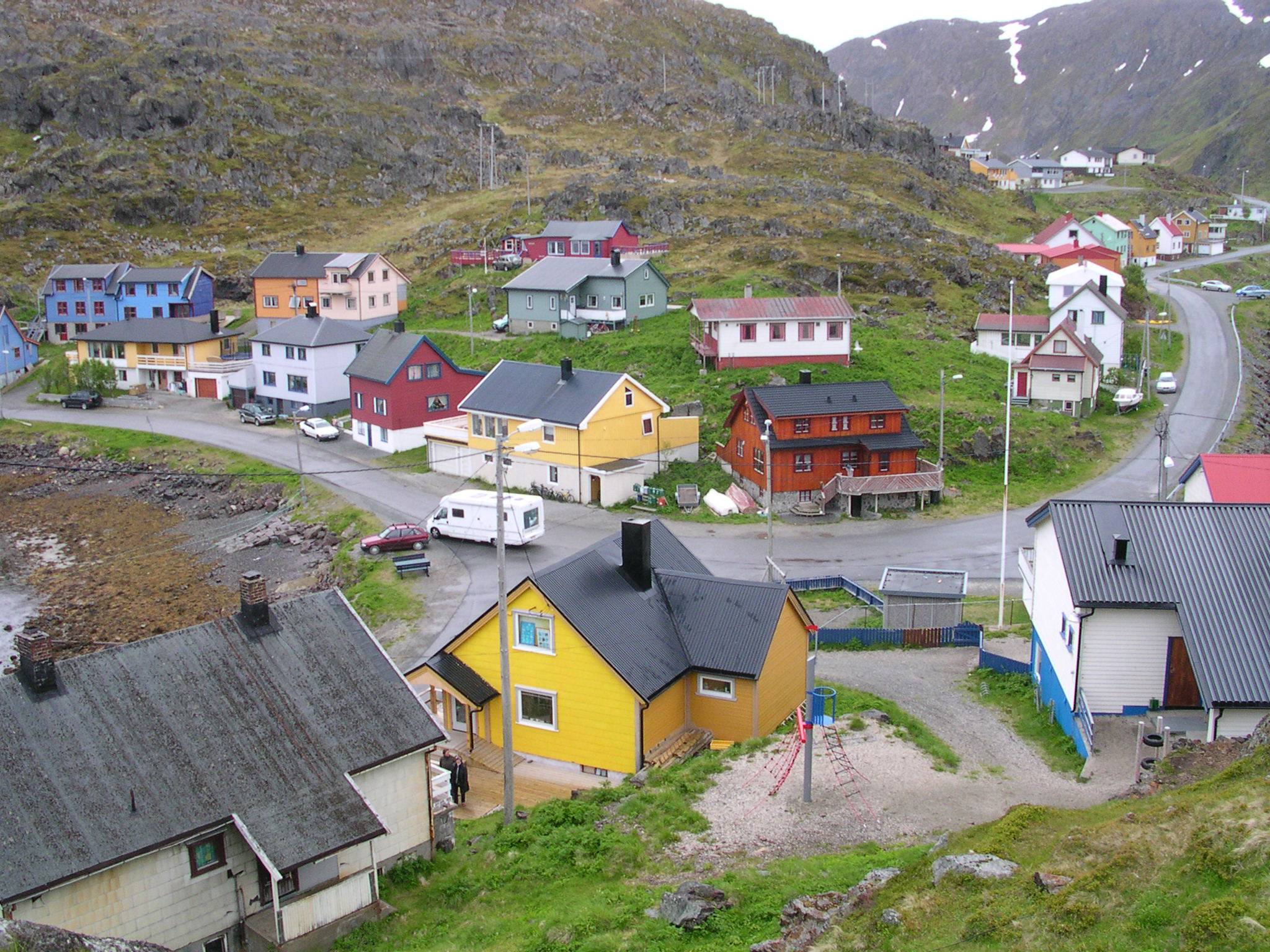
カメイヴェール
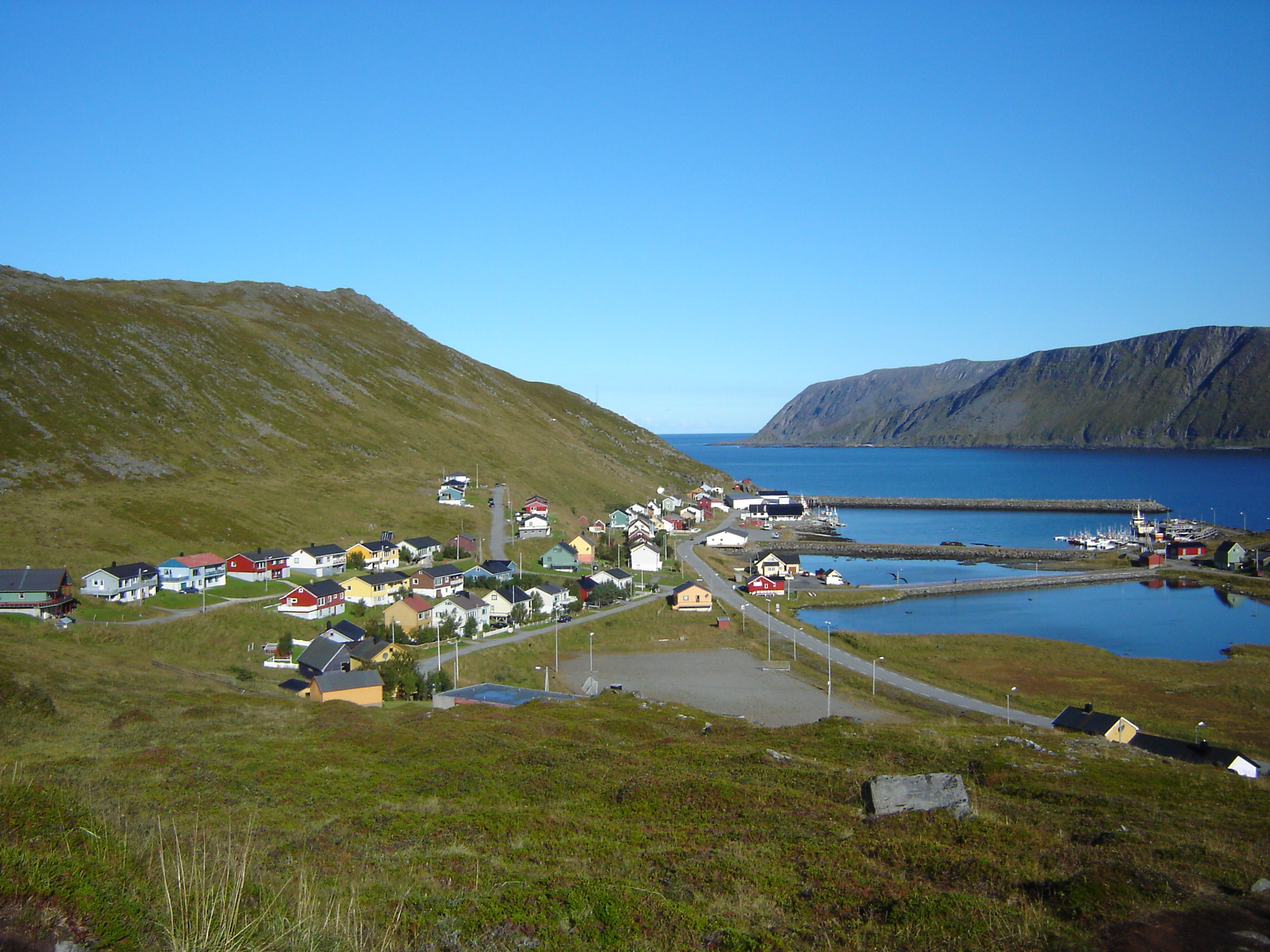
スカシュヴォーグ